# Пещера дракона в Зирау
Пещера дракона в Зирау (нем. Drachenhöhle Syrau) — пещера в саксонской деревне Зирау. Она была открыта 14 марта 1928 г. Людвигом Ундойчем во время работы в каменоломне. Уже 28 сентября 1928 года она была открыта для посетителей.
Пещера расположена на глубине 15 метров и имеет общую длину в 550 метров. Из них 350 метров доступны для туристов. В разных залах пещеры находятся связанные между собой пещерные озёра.